# Elecciones regionales de Huánuco de 2010
Las elecciones regionales de Huánuco de 2010 se llevaron a cabo el 3 de octubre de 2010 para elegir al presidente regional, al vicepresidente regional y al Consejo Regional para el periodo 2011-2014. La elección se celebró simultáneamente con elecciones regionales y municipales (provinciales y distritales) en todo el Perú. La segunda vuelta regional se llevó a cabo el 5 de diciembre de 2010.

## Sistema electoral
El Gobierno Regional de Huánuco es el órgano administrativo y de gobierno del departamento de Huánuco. Está compuesto por el presidente regional, el vicepresidente regional y el Consejo Regional.
La votación se realiza en base al sufragio universal, que comprende a todos los ciudadanos nacionales mayores de dieciocho años, empadronados y residentes en el departamento de Huánuco y en pleno goce de sus derechos políticos.
El presidente y vicepresidente regional son elegidos por sufragio directo. Para que un candidato sea proclamado ganador debe obtener no menos de 30 % de votos válidos. En caso ningún candidato logre ese porcentaje en la primera vuelta electoral, los dos candidatos más votados participan en una segunda vuelta o balotaje.
El Consejo Regional de Huánuco está compuesto por 13 consejeros elegidos por sufragio directo para un período de cuatro (4) años. La votación es por lista cerrada y bloqueada. Cada provincia del departamento de Huánuco constituye una circunscripción electoral. Se asigna a la lista ganadora los escaños según el método d'Hondt. La distribución y el número de consejeros regionales es la siguiente:
| Circunscripción                                                                                              | Escaños | Mapa |
| --- | ------- | ---- |
| Puerto Inca                                                                                                  | 3       |      |
| Ambo, Dos de Mayo, Huacaybamba, Huamalíes, Huánuco, Lauricocha, Leoncio Prado, Marañón, Pachitea y Yarowilca | 1       |      |

## Composición del Consejo Regional de Huánuco
La siguiente tabla muestra la composición del Consejo Regional de Huánuco antes de las elecciones.
| Partidos | Partidos                                 | Consejeros |
| -------- | ---------------------------------------- | ---------- |
|          | Frente Amplio Regional                   | 7          |
|          | Movimiento Político Hechos y No Palabras | 2          |
|          | Partido Aprista Peruano                  | 1          |
|          | Somos Perú                               | 1          |

## Partidos y candidatos
A continuación se muestra una lista de los principales partidos y alianzas electorales que participaron en las elecciones:
| Candidatura | Candidatura | Partidos y alianzas                                                  | Candidato | Candidato                | Ideología                                                          | Resultado previo | Resultado previo | Ref. |
| Candidatura | Candidatura | Partidos y alianzas                                                  | Candidato | Candidato                | Ideología                                                          | Votos (%)        | Con.             | Ref. |
| ----------- | ----------- | -------------------------------------------------------------------- | --------- | ------------------------ | ------------------------------------------------------------------ | ---------------- | ---------------- | ---- |
|             | HNP         | Lista - Movimiento Político Hechos y No Palabras (HNP)               |           | Máxima Garay Valdez      | Regionalismo huanuqueño                                            | 17.90%           | 2                |      |
|             | APRA        | Lista - Partido Aprista Peruano (APRA)                               |           | John Romero Lloclla      | Aprismo                                                            | 13.88%           | 1                |      |
|             | SP          | Lista - Somos Perú (SP)                                              |           | Luis Picón Quedo         | Democracia cristiana Conservadurismo social                        | 8.52%            | 1                |      |
|             | LxH         | Lista - Movimiento Independiente Regional Luchemos por Huánuco (LxH) |           | Luzmila Templo Condeso   | Regionalismo huanuqueño                                            | 6.69%            | 0                |      |
|             | AP          | Lista - Acción Popular (AP)                                          |           | Fortunato Ramos Lavado   | Humanismo Nacionalismo cívico Reformismo                           | 3.46%            | 0                |      |
|             | APP         | Lista - Alianza para el Progreso (APP)                               |           | Ceferino Teodoro Leandro | Liberalismo económico Conservadurismo liberal Populismo de derecha | Nuevo            | Nuevo            |      |
|             | AR          | Lista - Auténtico Regional (AR)                                      |           | Rubén Alva Ochoa         | Regionalismo huanuqueño                                            | Nuevo            | Nuevo            |      |
|             | FAR         | Lista - Frente Amplio Regional (FAR)                                 |           | Ena Espinoza Cañoli      | Regionalismo huanuqueño                                            | Nuevo            | Nuevo            |      |

## Sondeos de opinión
La siguiente tabla enumera las estimaciones de la intención de voto en orden cronológico inverso, mostrando las más recientes primero y utilizando las fechas en las que se realizó el trabajo de campo de la encuesta. Cuando se desconocen las fechas del trabajo de campo, se proporciona la fecha de publicación.
Leyenda:
     Sondeo realizado en el periodo de prohibición legal de la difusión de sondeos de intención de voto.

### Balotaje

#### Intención de voto
La siguiente tabla enumera las estimaciones ponderadas (sin incluir votos en blanco y nulos) de la intención de voto.
|                                |                |     |      |      |     |  |  |  |  |  |
| Elecciones regionales de 2010  | 5 dic 2010     | —   | 50.5 | 49.5 | 1.0 |  |  |  |  |  |
|                                |                |     |      |      |     |  |  |  |  |  |
| Datos Investigación de Mercado | 15–19 nov 2010 | 632 | 53.7 | 46.3 | 7.4 |  |  |  |  |  |

#### Preferencias de voto
La siguiente tabla enumera las preferencias de voto en bruto (incluyendo blancos, viciados y sin respuesta) y no ponderadas.
|                                |                |     |      |      |     |    |     |  |  |  |
| Elecciones regionales de 2010  | 5 dic 2010     | —   | 46.9 | 46.0 | 7.1 | –  | 0.9 |  |  |  |
|                                |                |     |      |      |     |    |     |  |  |  |
| Datos Investigación de Mercado | 15–19 nov 2010 | 632 | 36   | 31   | 17  | 16 | 5   |  |  |  |

### Primera vuelta

#### Intención de voto
La siguiente tabla enumera las estimaciones ponderadas (sin incluir votos en blanco y nulos) de la intención de voto.
|                               |            |   |      |      |      |      |     |     |  |  |
| Elecciones regionales de 2010 | 3 oct 2010 | — | 29.3 | 25.6 | 12.0 | 11.1 | 7.7 | 3.7 |  |  |
|                               |            |   |      |      |      |      |     |     |  |  |
| Ipsos Apoyo/América           | 3 oct 2010 | ? | 30.8 | 22.0 | –    | –    | –   | 8.8 |  |  |

## Resultados

### Gobierno Regional de Huánuco
|                      | Luis Picón Quedo         | Somos Perú (SP)                                              | 81,072  | 29.29 | 139,279 | 50.48 |  |  |
|                      | Máxima Garay Valdez      | Movimiento Político Hechos y No Palabras (HNP)               | 70,975  | 25.64 | 136,613 | 49.52 |  |  |
|                      | Luzmila Templo Condeso   | Movimiento Independiente Regional Luchemos por Huánuco (LxH) | 33,325  | 12.04 |         |       |  |  |
|                      | Rubén Alva Ochoa         | Auténtico Regional (AR)                                      | 30,681  | 11.09 |         |       |  |  |
|                      | Fortunato Ramos Lavado   | Acción Popular (AP)                                          | 21,397  | 7.73  |         |       |  |  |
|                      | Ena Espinoza Cañoli      | Frente Amplio Regional (FAR)                                 | 16,722  | 6.04  |         |       |  |  |
|                      | John Romero Lloclla      | Partido Aprista Peruano (APRA)                               | 15,773  | 5.70  |         |       |  |  |
|                      | Ceferino Teodoro Leandro | Alianza para el Progreso (APP)                               | 6,823   | 2.47  |         |       |  |  |
|                      |                          |                                                              |         |       |         |       |  |  |
| Total                | Total                    | Total                                                        | 276,768 |       | 275,892 |       |  |  |
|                      |                          |                                                              |         |       |         |       |  |  |
| Votos válidos        | Votos válidos            | Votos válidos                                                | 276,768 | 76.53 | 275,892 | 92.94 |  |  |
| Votos en blanco      | Votos en blanco          | Votos en blanco                                              | 52,582  | 14.54 | 3,463   | 1.17  |  |  |
| Votos nulos          | Votos nulos              | Votos nulos                                                  | 32,276  | 8.93  | 17,504  | 5.90  |  |  |
| Votos emitidos       | Votos emitidos           | Votos emitidos                                               | 361,626 | 82.68 | 296,859 | 67.87 |  |  |
| Abstenciones         | Abstenciones             | Abstenciones                                                 | 75,761  | 17.32 | 140,528 | 32.13 |  |  |
| Votantes registrados | Votantes registrados     | Votantes registrados                                         | 437,387 |       | 437,387 |       |  |  |
|                      |                          |                                                              |         |       |         |       |  |  |
| Fuente:              |                          |                                                              |         |       |         |       |  |  |

### Consejo Regional de Huánuco
|                        |                                                              |              |              |              |         |         |  |  |
| Partidos y coaliciones | Partidos y coaliciones                                       | Voto popular | Voto popular | Voto popular | Escaños | Escaños |  |  |
| Partidos y coaliciones | Partidos y coaliciones                                       | Votos        | %            | ±pp          | Total   | +/−     |  |  |
|                        | Movimiento Político Hechos y No Palabras (HNP)               | 71,018       | 27.45        | +9.55        | 6       | +4      |  |  |
|                        | Somos Perú (SP)                                              | 60,617       | 23.43        | +14.91       | 3       | +2      |  |  |
|                        | Movimiento Independiente Regional Luchemos por Huánuco (LxH) | 30,072       | 11.62        | +4.93        | 2       | +2      |  |  |
|                        | Auténtico Regional (AR)                                      | 26,081       | 10.08        | Nuevo        | 0       | ±0      |  |  |
|                        | Acción Popular (AP)                                          | 22,561       | 8.72         | +5.26        | 2       | +2      |  |  |
|                        | Frente Amplio Regional (FAR)                                 | 19,042       | 7.36         | Nuevo        | 0       | ±0      |  |  |
|                        | Perú Posible (PP)                                            | 11,122       | 4.30         | n/a          | 0       | ±0      |  |  |
|                        | Partido Aprista Peruano (APRA)                               | 10,906       | 4.22         | –9.66        | 0       | –1      |  |  |
|                        | Alianza para el Progreso (APP)                               | 7,282        | 2.81         | Nuevo        | 0       | ±0      |  |  |
|                        |                                                              |              |              |              |         |         |  |  |
| Total                  | Total                                                        | 258,701      |              |              | 13      | +2      |  |  |
|                        |                                                              |              |              |              |         |         |  |  |
| Votos válidos          | Votos válidos                                                | 258,701      | 71.54        | –12.50       |         |         |  |  |
| Votos en blanco        | Votos en blanco                                              | 71,797       | 19.85        | +14.69       |         |         |  |  |
| Votos nulos            | Votos nulos                                                  | 31,128       | 8.61         | –2.18        |         |         |  |  |
| Votos emitidos         | Votos emitidos                                               | 361,626      | 82.68        | –0.44        |         |         |  |  |
| Abstenciones           | Abstenciones                                                 | 75,761       | 17.32        | +0.44        |         |         |  |  |
| Votantes registrados   | Votantes registrados                                         | 437,387      |              |              |         |         |  |  |
|                        |                                                              |              |              |              |         |         |  |  |
| Fuente:                |                                                              |              |              |              |         |         |  |  |

### Autoridades electas
| Cargo                                             | Autoridad electa | Autoridad electa           | Partido político | Partido político                                       |
| ------------------------------------------------- | ---------------- | -------------------------- | ---------------- | ------------------------------------------------------ |
| Presidente Regional de Huánuco                    |                  | Luis Picón Quedo           |                  | Somos Perú                                             |
| Vicepresidente Regional de Huánuco                |                  | Vacante                    |                  | Vacante                                                |
| Consejero Regional de Huánuco (por Ambo)          |                  | Jhony Miraval Venturo      |                  | Somos Perú                                             |
| Consejero Regional de Huánuco (por Dos de Mayo)   |                  | César Soto Alvarado        |                  | Movimiento Político Hechos y No Palabras               |
| Consejero Regional de Huánuco (por Huacaybamba)   |                  | Wilder Herrera Santisteban |                  | Somos Perú                                             |
| Consejero Regional de Huánuco (por Huamalíes)     |                  | Edgar Céspedes Salas       |                  | Movimiento Independiente Regional Luchemos por Huánuco |
| Consejera Regional de Huánuco (por Huánuco)       |                  | María Gusman Figueroa      |                  | Somos Perú                                             |
| Consejero Regional de Huánuco (por Lauricocha)    |                  | Sebastián Campos Meza      |                  | Movimiento Político Hechos y No Palabras               |
| Consejero Regional de Huánuco (por Leoncio Prado) |                  | Luis Vásquez Torres        |                  | Movimiento Político Hechos y No Palabras               |
| Consejero Regional de Huánuco (por Marañón)       |                  | Wilder Cervantes Pimentel  |                  | Acción Popular                                         |
| Consejero Regional de Huánuco (por Pachitea)      |                  | Edgard Álvarez Apac        |                  | Movimiento Político Hechos y No Palabras               |
| Consejero Regional de Huánuco (por Puerto Inca)   |                  | Gelin Vásquez Fumanga      |                  | Movimiento Político Hechos y No Palabras               |
| Consejera Regional de Huánuco (por Puerto Inca)   |                  | Juana Echevarría Schaus    |                  | Movimiento Independiente Regional Luchemos por Huánuco |
| Consejero Regional de Huánuco (por Puerto Inca)   |                  | Víctor Debernardi Arimuya  |                  | Acción Popular                                         |
| Consejero Regional de Huánuco (por Yarowilca)     |                  | Eladio Mautino Acosta      |                  | Movimiento Político Hechos y No Palabras               |